# Zeta Ophiuchi
A Zeta Ophiuchi (ζ Oph, ζ Ophiuchi) é uma estrela única localizada na constelação de Ophiuchus. Tem uma magnitude visual aparente de 2,6, tornando-se a terceira estrela mais brilhante da constelação. As medições de paralaxe fornecem uma distância estimada de aproximadamente 366 anos-luz (112 parsecs) da Terra. Ela é cercada pela nebulosa Sh2-27 "Cobold", o arco de choque da estrela enquanto atravessa densas nuvens de poeira perto do complexo de nuvens Rho Ophiuchi.
Em abril de 2010, a Zeta Ophiuchi foi ocultada pelo asteroide 824 Anastasia.

## Propriedades
A ζ Ophiuchi é uma estrela enorme com mais de 19 vezes a massa do Sol e oito vezes o seu raio. A classificação estelar desta estrela é O9,5 V, com a classe de luminosidade de V indicando que está gerando energia em seu núcleo pela fusão nuclear do hidrogênio. Da Terra, a temperatura efetiva aparente da estrela parece ser de 34.300 K, dando à estrela a tonalidade azul de uma estrela do tipo O. No entanto, como a estrela está girando rapidamente, a temperatura exata da superfície varia em toda a superfície da estrela de 39.000 K nos pólos a 30.700 K no equador. A velocidade rotacional projetada pode chegar a 400 km s-1 e pode estar girando a uma taxa de uma vez por dia, próxima à velocidade na qual começaria a se quebrar.

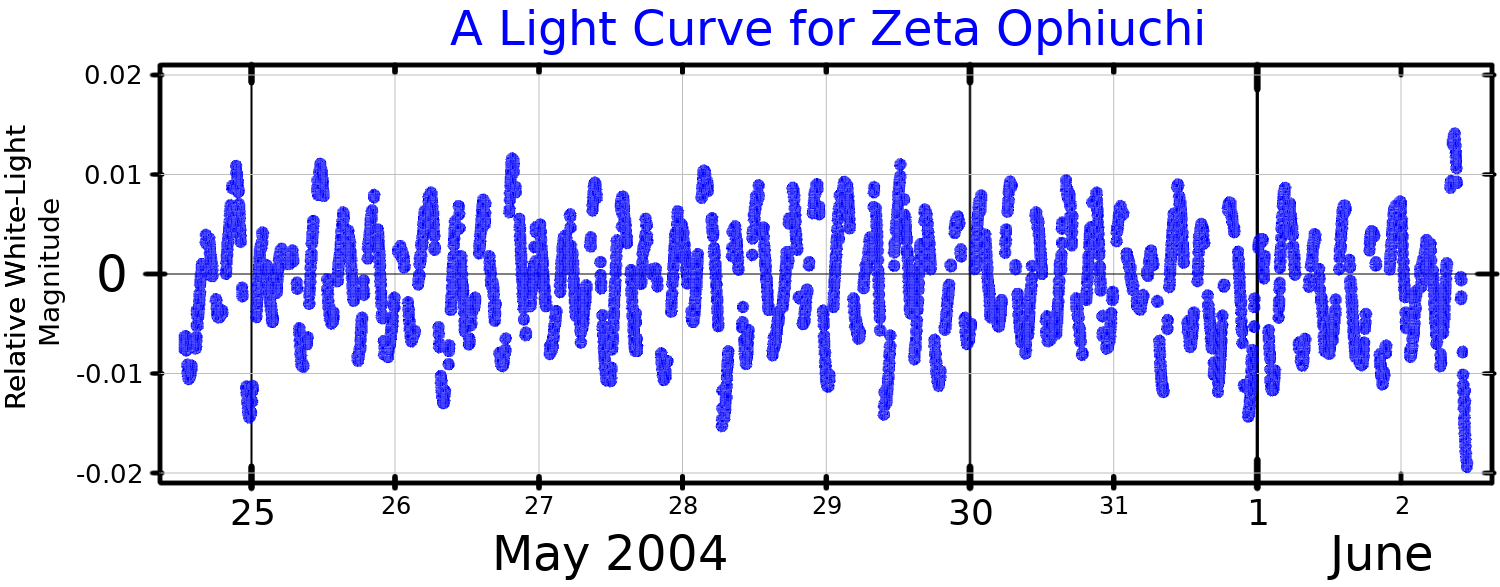
Uma curva de luz para Zeta Ophiuchi, adaptada de Howarth et al. (2014)

Esta é uma estrela jovem com apenas três milhões de anos. Sua luminosidade varia de maneira periódica semelhante à de uma variável Beta Cephei. Essa periodicidade tem uma dúzia ou mais de frequências variando entre 1–10 ciclos por dia. Em 1979, o exame do espectro desta estrela encontrou "saliências em movimento" em seus perfis de linha de hélio. Esta característica já foi encontrada em outras estrelas, que passaram a ser chamadas de estrelas ζ Oph. Essas propriedades espectrais são provavelmente o resultado de pulsações não radiais.
Esta estrela está aproximadamente na metade da fase inicial da sua evolução estelar e, nos próximos milhões de anos, se expandirá em uma estrela supergigante vermelha mais larga que a órbita de Júpiter antes de terminar sua vida em uma explosão de supernova, deixando para trás uma estrela de nêutrons ou pulsar. Da Terra, uma fração significativa da luz desta estrela é absorvida pela poeira interestelar, particularmente na extremidade azul do espectro. De fato, se não fosse por essa poeira, a ζ Ophiuchi brilharia várias vezes mais e estaria entre as estrelas mais brilhantes visíveis.
Emissões de raios-X, que variam periodicamente, foram detectadas da Zeta Ophiuchi. O fluxo líquido de raios-X é estimado em 1,2 × 1024 W. Na faixa de energia de 0,5–10 keV, esse fluxo varia em cerca de 20% durante um período de 0,77 dias. Esse comportamento pode ser resultado de um campo magnético na estrela. A força média medida do campo longitudinal é de cerca de 14,1 ± 4,5 mT.

## Arco de choque

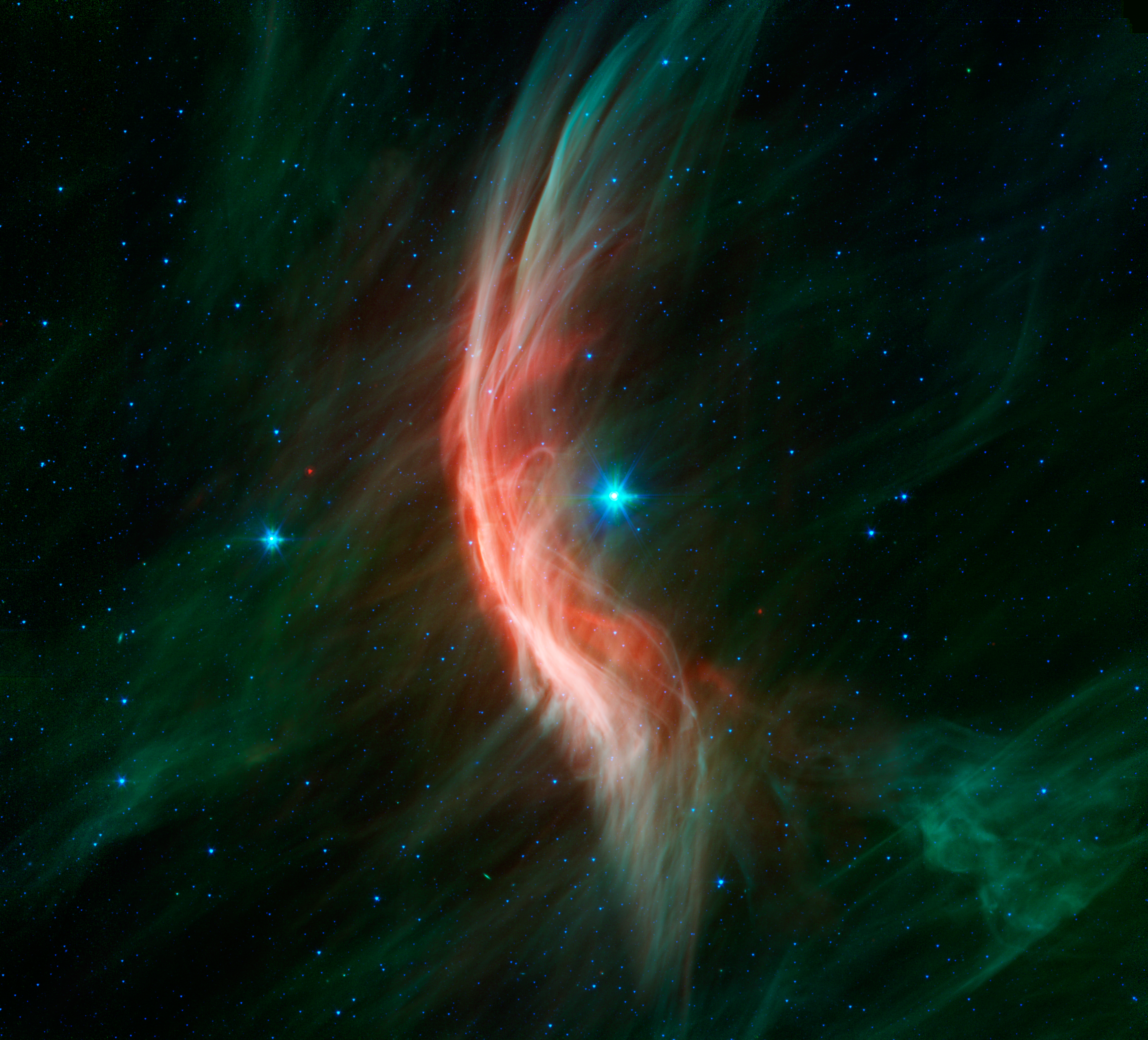
Imagem infravermelha da onda de choque (arco amarelo) criada pela estrela fugitiva Zeta Ophiuchi em uma nuvem de poeira interestelar

A ζ Ophiuchi está se movendo pelo espaço com uma velocidade peculiar de 30 km s−1. Com base na idade e direção do movimento desta estrela, ela é um membro do subgrupo Escorpião superior da associação de estrelas Escorpião – Centauro que compartilham uma origem e velocidade espacial comuns. Essas estrelas fugitivas podem ser ejetadas por interações dinâmicas entre três ou quatro estrelas. No entanto, neste caso, a estrela pode ser um componente anterior de um sistema estelar binário no qual o primário mais massivo foi destruído em uma explosão de supernova tipo II. É possível que a ζ Ophiuchi tenha acumulado massa de seu companheiro antes de ser ejetada. A pulsar PSR B1929+10 pode ser remanescente dessa supernova, pois também foi ejetada da associação com um vetor de velocidade que se encaixa no cenário.
Devido à alta velocidade espacial da Zeta Ophiuchi, em combinação com alto brilho intrínseco e sua localização atual em uma área rica em poeira da galáxia, a estrela está criando um arco de choque na direção do movimento. Este choque tornou-se visível através do Wide-field Infrared Survey Explorer|Explorador de pesquisa infravermelho de campo amplo da NASA. A formação deste arco de choque pode ser explicada por uma taxa de perda de massa de cerca de 1,1 × 10−7 vezes a massa do Sol por ano, o que equivale à massa do Sol a cada nove milhões de anos.

## Nomes tradicionais
A ζ Ophiuchi era um membro do asterismo árabe indígena al-Nasaq al-Yamānī, "a linha do sul" de al-Nasaqān "as duas linhas", junto com α Serpentis (Unukalhai), δ Ser (Qin, Tsin), ε Ser (Ba, Pa), δ Ophiuchi (Yed Prior), ε Oph (Yed Posterior) e γ Oph (Tsung Ching).
De acordo com o catálogo de estrelas no Memorando técnico 33-507 - Um catálogo estelar reduzido contendo 537 estrelas nomeadas, al-Nasaq al-Yamānī ou Nasak Yamani era o título de duas estrelas: δ Serpentis como Nasak Yamani I e ε Ser como Nasak Yamani II (excluindo esta estrela, α Ser, δ Ophiuchi, ε Oph e γ Oph)
Em chinês, 天市右垣 (Tiān Shì Yòu Yuán), que significa Parede direita do recinto do mercado celestial, refere-se a um asterismo que representa onze estados antigos na China, que marca a fronteira direita do recinto, consistindo em ζ Ophiuchi, β Herculis, γ Herculis, κ Herculis, γ Serpentis, β Serpentis, α Serpentis, δ Serpentis, ε Serpentis, δ Ophiuchi e ε Ophiuchi. Consequentemente, o nome chinês para ζ Ophiuchi é 天市右垣十一 (Tiān Shì Yòu Yuán shíyī, português: "a décima primeira estrela da parede direita do recinto do mercado celestial"), representa o estado Han (韓), juntamente com 35 Capricorni em Doze estados (asterismo).